# El Perú (sitio arqueológico)
El Perú es un sitio arqueológico de la cultura maya que se encuentra cerca de las márgenes del río San Pedro, en el departamento del Petén, Guatemala. Su nombre en la época precolombina fue Waka' qué significa «Lugar empinado» o «Ciudad empinada con afluentes». El sitio muestra ocupación desde el preclásico tardío, hacia el 500 a. C., aunque tuvo su máximo esplendor durante el período Clásico. Este sitio cuenta con alrededor de 672 estructuras que conservan lo que antes fue una gran ciudad. Fue descubierta en la década de 1960 por unos buscadores de petróleo en la zona, y en la década de los setenta, Ian Graham, investigador de Harvard, documentó los monumentos que se encuentran en el lugar. El centro de esta ciudad cuenta con alrededor de un kilómetro cuadrado que contiene plazas, palacios, templos, pirámides y dispersas casas de los ciudadanos, conformando en la actualidad 61 montículos identificados que formaban 12 grupos de plazas.

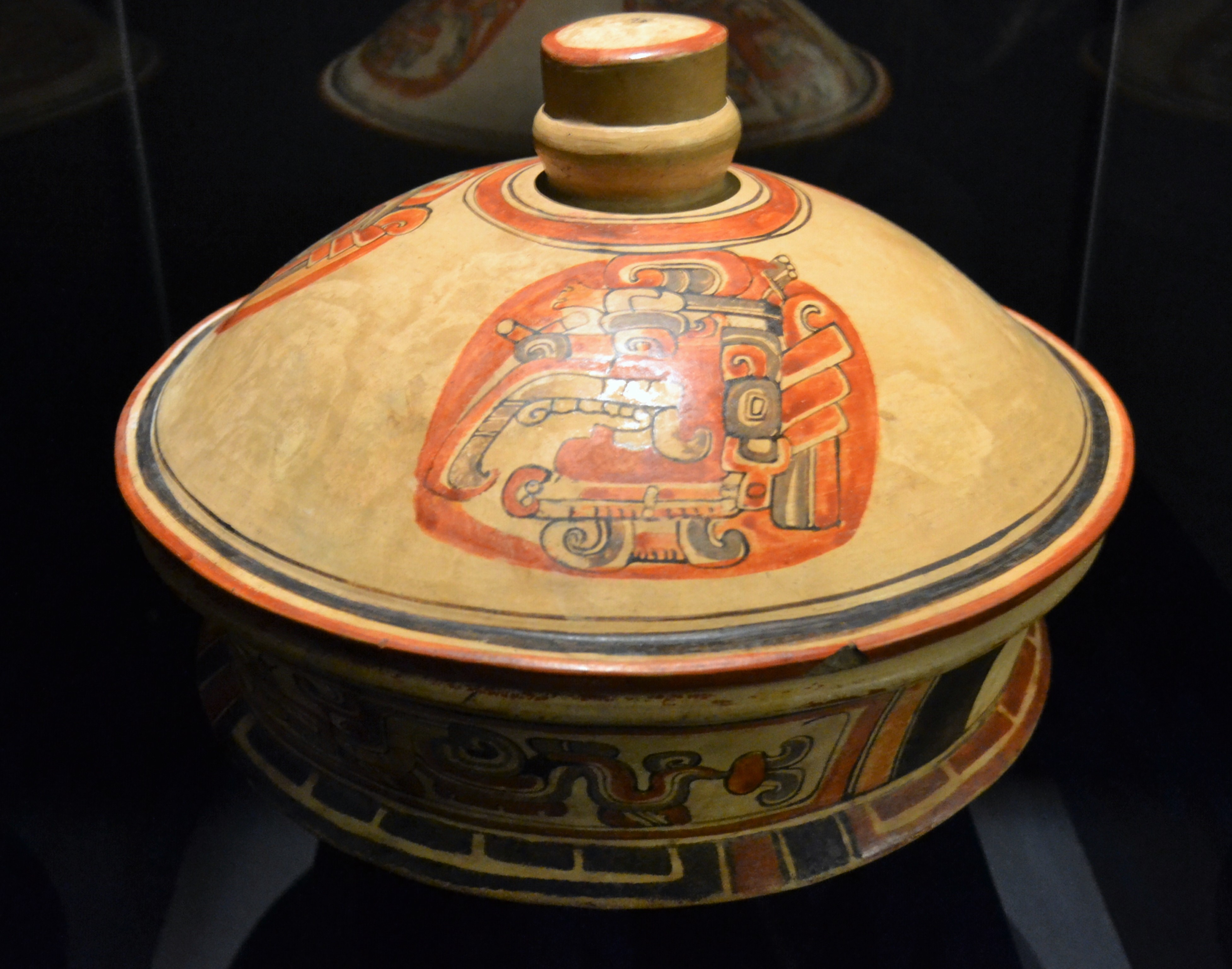

El sitio consta de al menos 672 estructuras importantes y muchas más casas de habitación de gente común. Este sitio jugó un papel muy importante en la rivalidad entre Calakmul con la que mantuvo lazos incluso familiares y Tikal. Recientemente se encontró en Waka' la primera tumba de una gobernante Maya, la cual presentaba un objeto de sangrado ceremonial, en forma de una espina de mantaraya, en su región genital. Esto demostraría que las mujeres también practicaban la perforación de genitales, y no solo de la lengua u orejas, para dichos rituales «obligatorios» en la clase gobernante, ya que con ella demostraban sus lazos con los dioses.
La tumba real más antigua del sitio data de ca. 300 d. C., y muestra que El Perú-Waka' mantuvo control por largo tiempo de la importante ruta de comercio del cacao y textiles de este a oeste, del río San Pedro, uno de los mayores tributarios del Usumacinta. El Perú es el primer sitio donde se documenta, en una estela, la llegada de visitantes teotihuacanos al Área Maya, en el 378 de nuestra era, unos diez días antes de su llegada a Tikal. En el año 742 d. C., Waka' fue derrotada por Tikal, después de que el rey de Calakmul fuera vencido, capturado y sacrificado en la Plaza Mayor de Tikal en 732, su rey sufrió el mismo destino, y pasando desde entonces a ser un estado vasallo de Tikal.

## Historia reciente
Las excavaciones recientes han sido llevadas a cabo por arqueólogos guatemaltecos y estadounidenses en lo que se conoce como «Proyecto Arqueológico Waka'», y que ha dado a luz datos muy importantes de las relaciones de las ciudades mayas.
El sitio se encuentra en el parque Nacional Laguna del Tigre, en Guatemala y forma parte de la Reserva de la Biosfera Maya, junto con la Cuenca del Mirador. Cercano al sitio a 25 minutos en lancha, río arriba, existe una estación ecológica llamada Las Guacamayas, sobre el río San Pedro, que también funciona como centro de Visitantes del sitio arqueológico. En agosto de 2017 un grupo de arqueólogos descubrió en ella el sepulcro más antiguo hasta el momento registrado de un gobernante maya: según el vicedirector de investigación y profesor de arqueología David Freidel de la Universidad de St. Louis, la tumba data de los años 300 a 350 DC y se supone que perteneció a Te Chan Ahk, un conocido rey waka que gobernó en el siglo IV dc. También se hallaron objetos de valor como vasos de cerámica, adornos de jade, conchas de Spondylus, etc.

### Citas
1. ↑  «Sitio arqueológico Perú - Waka en Guatemala | Aprende Guatemala.com». 27 de junio de 2023. Consultado el 19 de agosto de 2024.
2. ↑  Freidel, David (2003). «A Puzzle in the Petén». Archaeology's Interactive Dig (en inglés). Archivado desde el original el 3 de junio de 2003. Consultado el 16 de septiembre de 2015.